# 파워북 160

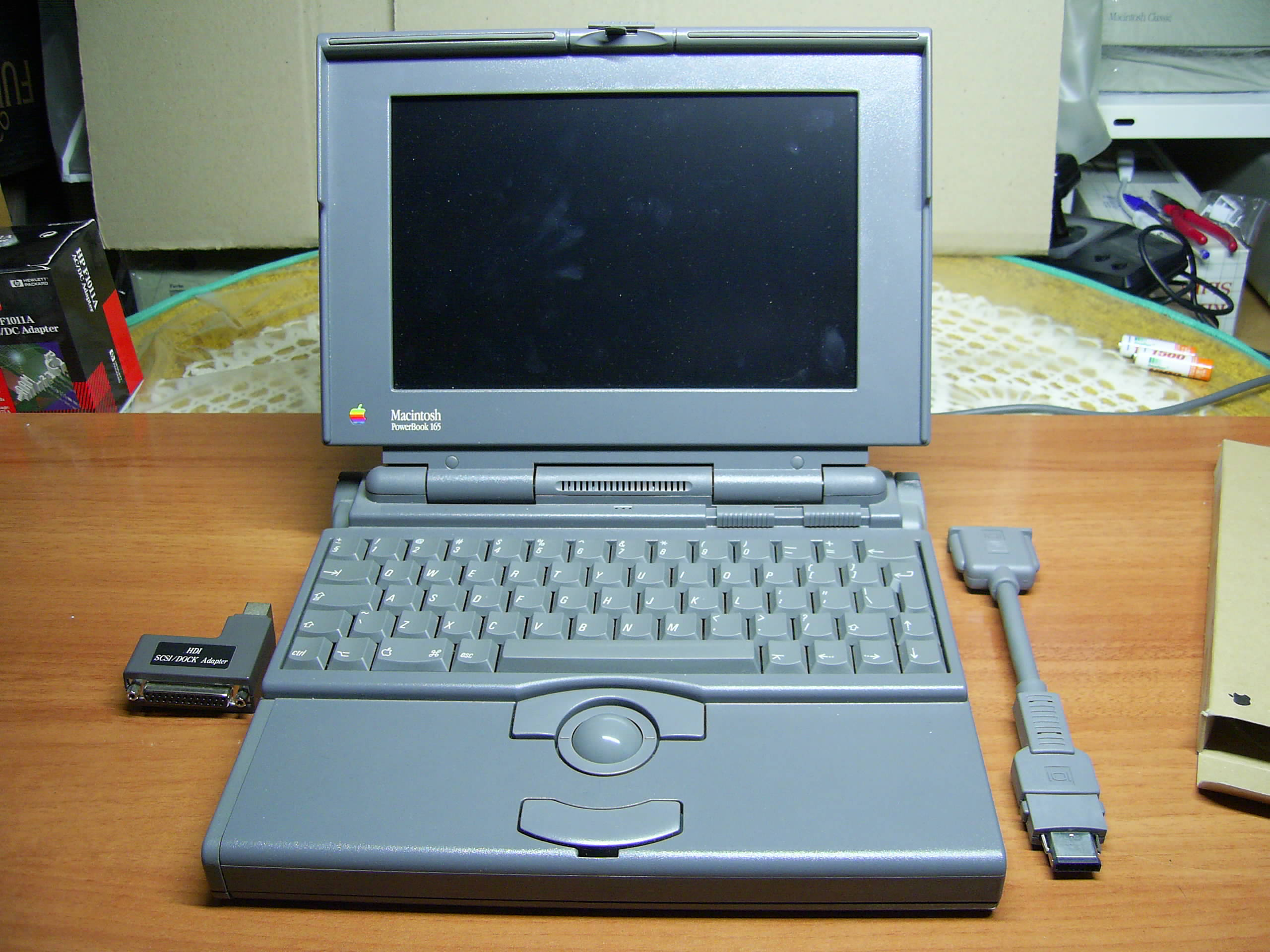

파워북 160(PowerBook 160)은 애플 컴퓨터가 1992년 10월 19일에 파워북 180과 함께 출시한 휴대용 컴퓨터이며 파워북 165 변형은 이듬해에 출시되었다. 당시 처리능력 면에서 기존 파워북 140을 대체하는 중급형 모델을 구성했다. 파워북 160은 1993년 8월 16일까지 판매되었다.

## 기본 기능
케이스 디자인은 파워북 180과 동일하지만 저가형 145와 동일하게 덜 강력한 25MHz 모토로라 68030 CPU와 FPU가 함께 제공되지 않는다. 그러나 파워북 160은 9.8인치(250mm) ) (대각선) 패시브 매트릭스 LCD 스크린. 최초로 4비트 그레이스케일을 표시할 수 있었다. 160과 180은 이전에 매킨토시 포터블과 같은 외부 컬러 비디오 포트를 추가하고 최대 RAM을 14MB로 늘린 최초의 파워북이다. 두 파워북 모두 프로세서가 원래의 140과 동일한 속도인 16MHz 속도로 실행되도록 하는 새로운 절전 기능을 도입했다. 파워북 160에는 80MB 또는 120MB로 구성할 수 있는 40MB SCSI 하드 디스크 드라이브가 있다.

## 파워북 165(1993년 8월~1994년 7월)
1993년 8월 16일에 출시된 165에는 33MHz 프로세서와 더 큰 표준 하드 드라이브가 추가되었다. 파워북 145B와 함께 이 제품은 진정한 100 시리즈 파워북 중 마지막 제품이자 두 개의 직렬(프린터 및 모뎀) 포트를 포함하는 마지막 애플 노트북이 될 것이다. 165가 1994년 7월 18일 단종된 후에도 보급형 후속 제품인 파워북 150은 1995년 10월 14일까지 계속 판매되었으며 140 케이스 디자인을 사용했지만 내부는 실제로 파워북 듀오와 파워북 190, 파워북 5300의 마더보드와 케이스를 그대로 사용했기 때문에 이름만 100 시리즈 파워북이다.

## 파워북 165c(1993년 2월~12월)
1993년 2월 10일에 출시된 165c(사진)는 68882 FPU를 포함하고 256색을 표시할 수 있는 패시브 매트릭스 컬러 LCD를 탑재했다는 점을 제외하면 165와 동일했다. 컬러 디스플레이를 갖춘 애플 최초의 파워북이었다. 더 두꺼운 컬러 디스플레이로 인해 외부 케이스 덮개는 파워북 Duo 시리즈에 사용된 것과 더욱 유사하게 재설계되었다. 파워북 180c는 동일한 케이스 수정을 사용했다. 165c는 1993년 12월 13일에 단종되었다.